# Charlestown (Irlanda)
Charlestown (Baile Chathail in gaelico irlandese), centro nel Mayo orientale, è un crocevia nell'ovest Irlanda. È situata infatti nel punto di intersezione tra due grandi strade nazionali, la N5 (Longford-Westport) e la N17 (Galway-Sligo), nonché a ridosso di due contee, il Roscommon ad est e lo Sligo a nord. Il piccolo centro di Bellaghy è contiguo a Charlestown ma nell'ultima contea citata. Nel territorio del comune si trova l'Aeroporto di Irlanda Ovest.
Villaggio di origine molto recente, fondato alla fine del XIX secolo da un agente di Lord Dillon, è oggi centro molto accogliente per viaggiatori e turisti di passaggio. 
La town hall di Charlestown fu costruita nei primi del '900, mentre il cinema è del 1939. Appena fuori dell'abitato sono invece situati alcuni forti in pietra di contadini del VII secolo, il più celebre è il Barancahogue Stone Fort.
Caratteristica al centro di Charlestown la rotatoria con al centro un'aiuola decorata da pecore in pietra.

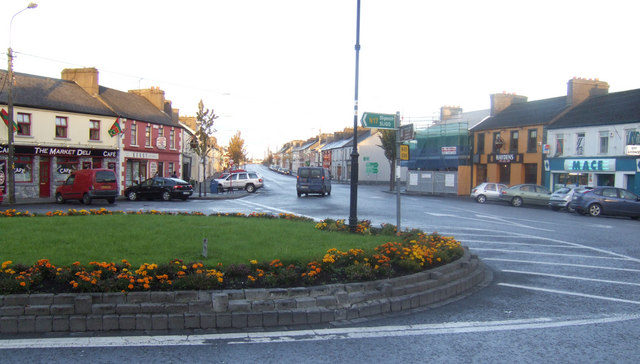
La rotonda dove si congiungono N5 e N17
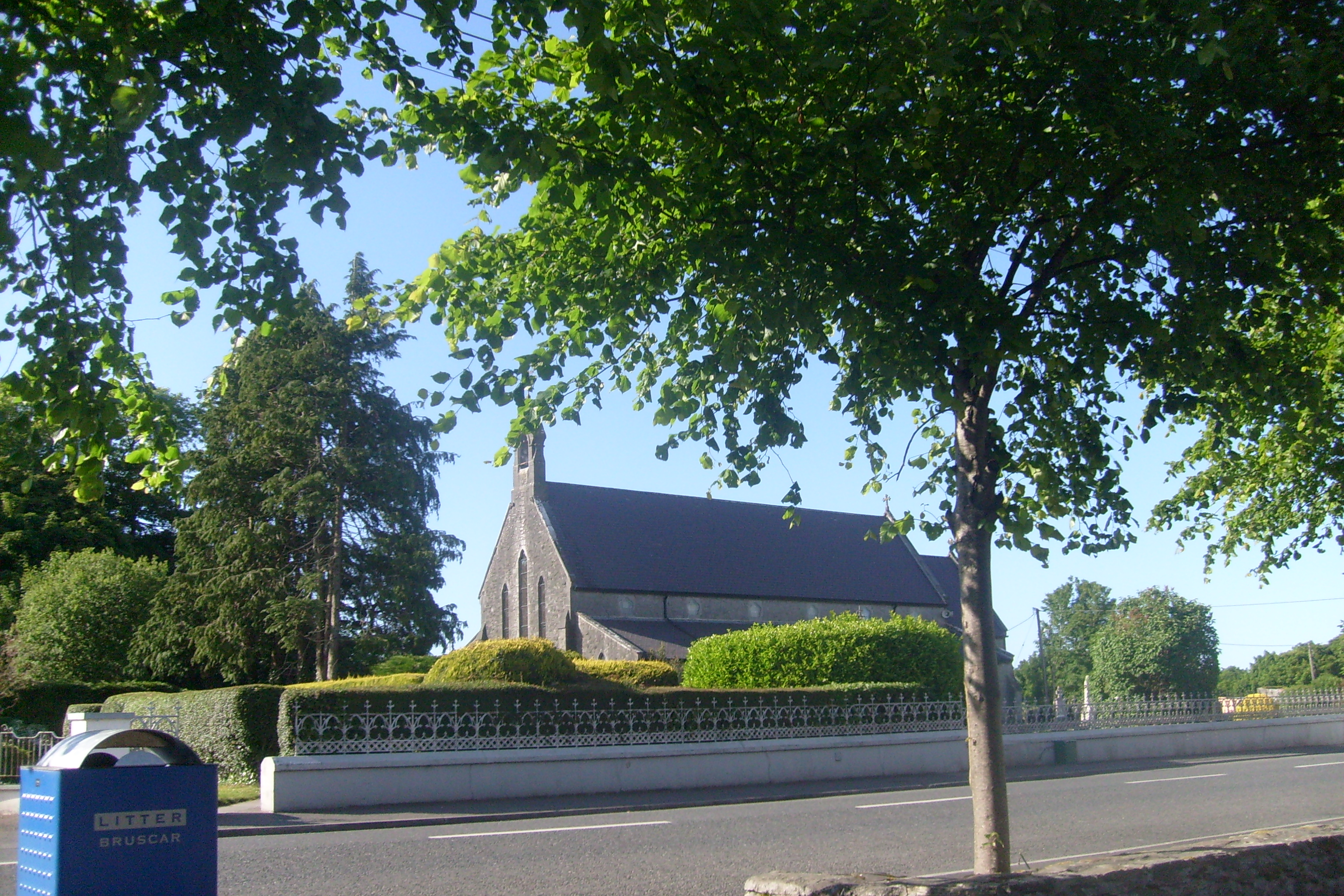
La chiesa di Charlestown
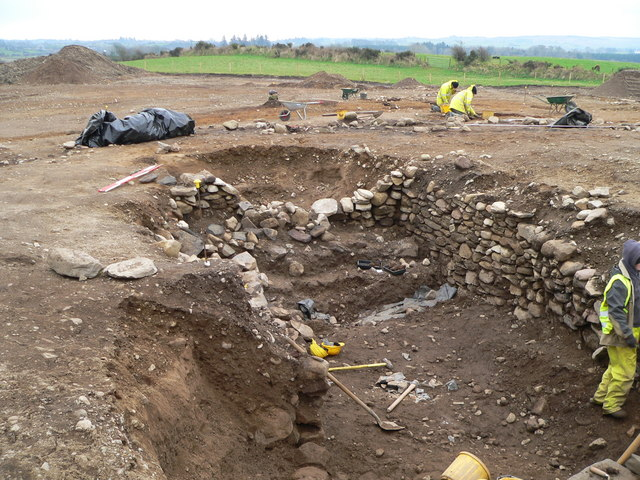
Scavi di un'abitazione medievale